# سحابی رتیل
سحابی رتیل نام یک سحابی معروف در صورت فلکی ماهی زرین است که در کهکشان ابر ماژلانی بزرگ قرار دارد.
در ابتدا تصور می‌شد این سحابی یک ستاره است تا این که در سال ۱۷۵۱ توسط نیکولاس-لوئی دو لاکای سحابی بودن آن کشف شد.
این سحابی درخشان‌ترین جرم غیرستاره‌ای می‌باشد که تاکنون کشف شده‌است، به‌حدی که اگر جای سحابی جبار درکهکشان راه شیری قرار داشت می‌توانست روی زمین سایه ایجاد کند! در حقیقت سحابی رتیل فعال‌ترین منطقه شناخته‌شده تولد ستارگان در گروه محلی کهکشانی ماست.
تلسکوپ فضایی جیمز وب هزاران ستاره فوق‌العاده جوان را در یک مهد کودک ستاره‌ای به نام 30 Doradus در سحابی رتیل کشف کرد. اگرچه این سحابی به ما نزدیک قرار دارد، اما شبیه مناطق عظیم ستاره‌زایی از کیهان اولیه است؛ زمانی که شکل‌گیری ستاره در اوج خود بود و گفته می‌شد جهان در «ظهر کیهانی» قرار داشت. سه دستگاه از ابزارهای مادون قرمز با وضوح بالا وب توسط ستاره‌شناسان به سمت رتیل هدایت شدند. وقتی با دوربین مادون قرمز نزدیک وب (NIRCam) مشاهده می‌شود، به نظر می‌رسد این منطقه فضای داخلی خانه رتیل حفره‌دار با روکش ابریشمی باشد. خوشه‌ای از ستاره‌های جوان پرجرم که در تصویر به رنگ آبی کم‌رنگ می‌درخشند، حفره سحابی را در مرکز تصویر NIRCam خالی کرده است.

تصویر سحابی رتیل گرفته شده توسط تلسکوپ فضایی جیمز وب.

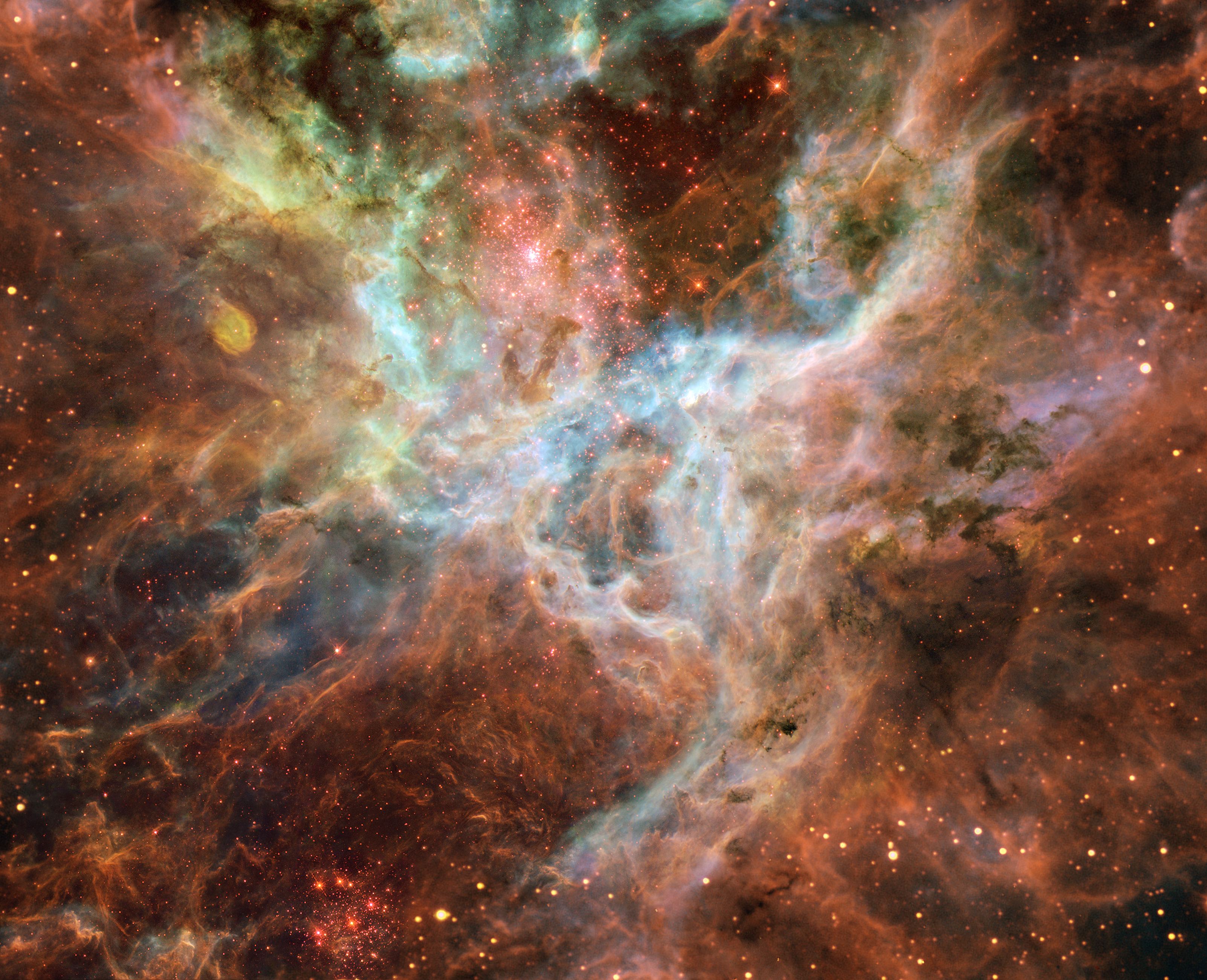
تصویر گرفته شده توسط تلسکوپ‌های فضایی هابل سازنده:ناسا/اسا.

## نگارخانه

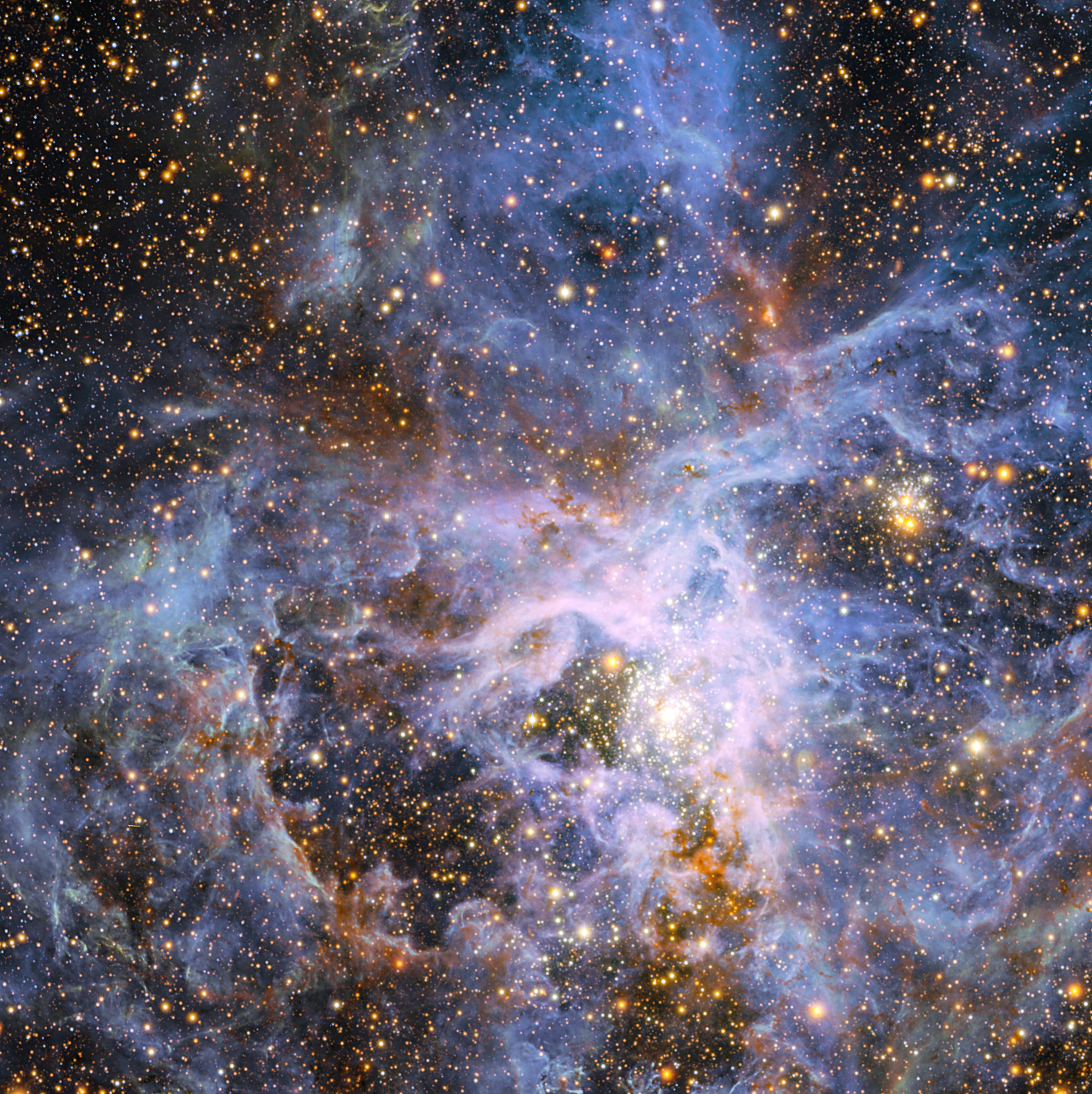
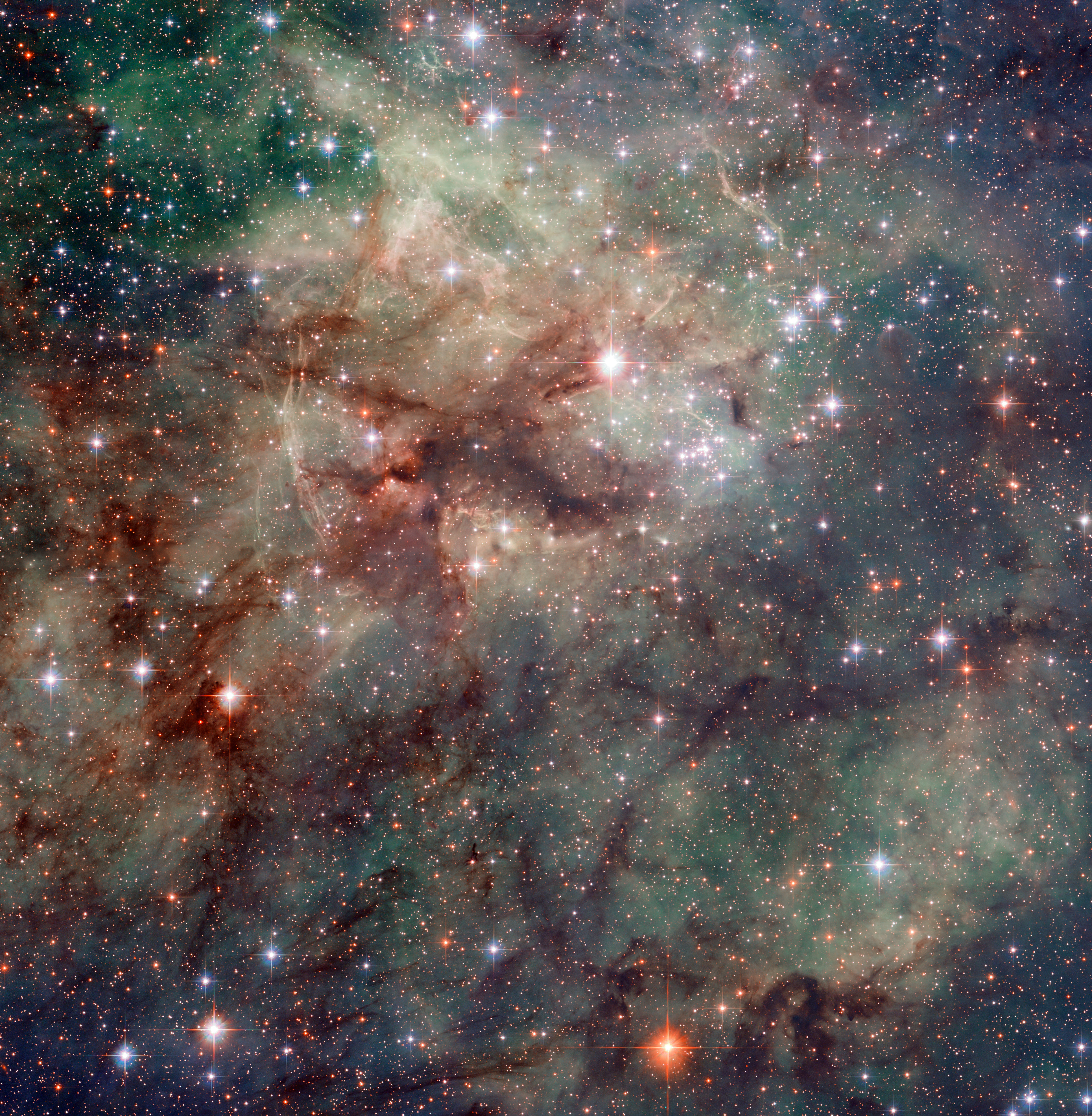
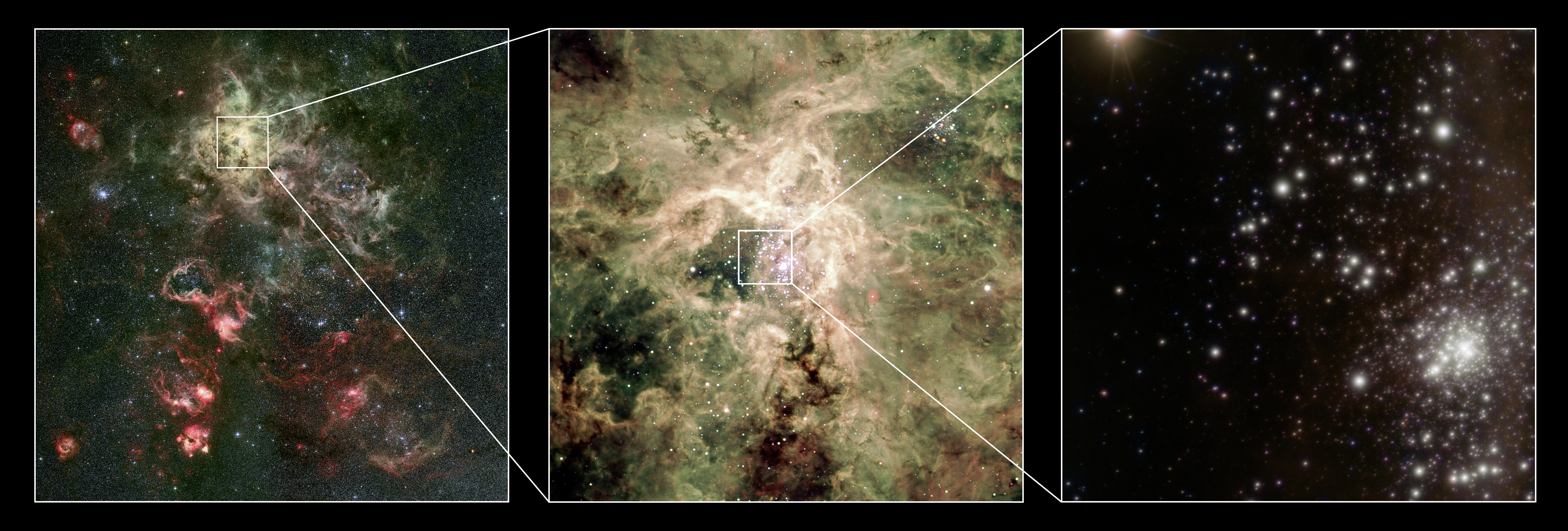